# Paul McCartney
James Paul McCartney (* 18. června 1942 Liverpool) je anglický hudebník, zpěvák, skladatel a producent, který se proslavil jako zpěvák a baskytarista skupiny The Beatles. Skladatelská dvojice Lennon/McCartney zůstává nejúspěšnější v historii. Poté, co se skupina v roce 1970 rozpadla, se vydal na sólovou dráhu a se svou první ženou Lindou a Dennym Lainem založil kapelu Wings.
McCartney je samouk. Ovládá hru na baskytaru, kytaru, klávesy a bicí. Je známý díky melodickému přístupu ke hře na basu (hlavně hraní s trsátkem), všestrannému a širokému tenorovému hlasovému rozsahu (přesahujícímu čtyři oktávy) a svému eklekticismu (zkoumání stylů od předchůdců rock and rollu a popu po klasickou a elektronickou hudbu). McCartney kariéru zahájil v roce 1957 jako člen skupiny The Quarrymen, ze které v roce 1960 vzešli The Beatles. Počínaje albem Sgt. Pepper's Lonely Hearts Club Band se postupně stal de facto frontmanem Beatles a poskytl tvůrčí impuls pro většinu jejich hudebních a filmových projektů. Jeho písně od Beatles „And I Love Her“ (1964), „Yesterday“ (1965), „Eleanor Rigby“ (1966) a „Blackbird“ (1968) se řadí mezi nejvíce přehrávané písně v historii.
V roce 1970 debutoval jako sólový umělec albem McCartney. Během 70. let vedl Wings, jednu z nejúspěšnějších kapel dekády s více než desítkou mezinárodních top 10 singlů a alb. V 80. letech pokračoval v sólové kariéře. Od roku 1989 pravidelně koncertuje jako sólový umělec. V roce 1993 založil s Martinem Gloverem z Killing Joke hudební duo The Fireman. Kromě hudby se věnuje projektům na podporu mezinárodních charitativních organizací souvisejících s tématy jako jsou práva zvířat, lov tuleňů, pozemní miny, vegetariánství, chudoba a hudební výchova.
McCartney je jedním z nejúspěšnějších skladatelů a interpretů všech dob. Je autorem nebo spoluautorem 32 písní, které se v žebříčku Billboard Hot 100 dostaly na první místo. V roce 2009 dosáhl ve Spojených státech prodeje 25,5 milionu jednotek s certifikací RIAA. Mezi jeho vyznamenání patří dvě uvedení do Rock and Roll Hall of Fame (jako člen skupiny Beatles v roce 1988 a jako sólový umělec v roce 1999), 18 cen Grammy, Řád britského impéria v roce 1965 a rytířský řád v roce 1997 za služby hudbě. Od roku 2020 je také jedním z nejbohatších hudebníků na světě s odhadovaným majetkem 800 milionů liber.

## Mládí
McCartney se narodil 18. června 1942 ve Walton Hospital v oblasti Walton v Liverpoolu, kde jeho matka Mary Patricia (roz. Mohin) pracovala jako porodní asistentka. Jeho otec, James ("Jim") McCartney, nebyl u narození svého syna přítomen, protože během druhé světové války pracoval jako dobrovolný hasič. McCartney má mladšího bratra Petera Michaela a mladší nevlastní sestru Ruth, dceru otcovy druhé manželky Angie z jejího prvního manželství. Paul a Michael byli pokřtěni, po matce, jako katolíci, ačkoliv jejich otec byl bývalým protestantem, který se stal agnostikem. V rodině McCartneyů se však důraz na náboženství nekladl.
Podle jeho životopisce Petera Amese Carlina, McCartneyho rodiče pocházeli z "nejnižší vrstvy pracující třídy", ale během svého života zažili určitý vzestup vlastní sociální mobility. Před válkou Jim pracoval jako prodavač bavlny u společnosti A. Hannay and Co., svoji pozici získal po povýšení ze skladníka. Když vypukla válka, Hannay byl uzavřen a Jim byl zaměstnán jako soustružník v Napierových závodech a později se přihlásil k dobrovolným hasičům. Početná rodina se v roce 1944 přestěhovala do bytu v Knowsley a později v roce 1946 na sídliště ve Speke. Po válce se Jim vrátil ke své práci u obchodníků s bavlnou, ačkoliv bral výrazně nižší plat. Maryina práce porodní asistentky byla mnohem výnosnější.
McCartney navštěvoval Stockton Wood Road Primary School ve Speke od roku 1947 do roku 1949, kdy kvůli přeplněné kapacitě na jeho škole přešel na Joseph Williams Junior School v Belle Vale.

## Hudební kariéra
Ve věku 15. let dne 6. července 1957 se Paul McCartney setkal s Johnem Lennonem a jeho skupinou The Quarrymen na slavnosti St Peter's Church Hall ve Wooltonu. Skupina The Quarrymen hrála směs rokenrolu a skifflu, typ populární hudby s jazzovými, bluesovými a folkovými vlivy. Brzy poté členové skupiny pozvali Paula McCartneyho, aby se k nim připojil jako rytmický kytarista. George Harrison se připojil v roce 1958 jako hlavní kytarista, v roce 1960 ho následoval Lennonův přítel z umělecké školy Stuart Sutcliffe, který hrál na baskytaru. Do května 1960 skupina vyzkoušela několik názvů, včetně Johnny and the Moondogs, Beatals či Silver Beetles. V srpnu 1960 se rozhodli s konečnou platností pojmenovat The Beatles a krátce před angažmá v Hamburku přijali bubeníka Peta Besta.

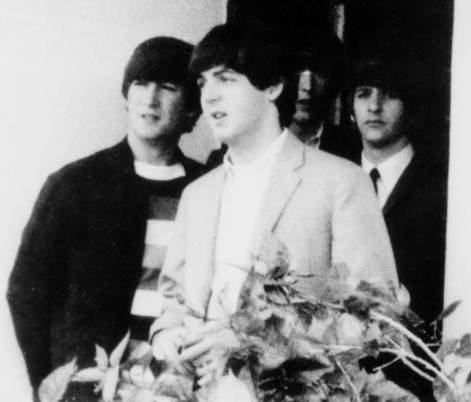
McCartney s Beatles v roce 1964

Paul McCartney působil ve skupině The Beatles až do jejího rozpadu v roce 1970. Po smrti manažera skupiny Briana Epsteina, se stal nepsaným vůdcem skupiny a především jejím nejaktivnějším členem. Mezi jeho nejznámější písně tohoto období patří Eleanor Rigby (1966), Can't Buy Me Love (1964), Let It Be (1970), Hey Jude (1968) či Yesterday (1965).
V roce 1967 začal Paul McCartney, stejně jako ostatní členové skupiny užívat ve větší míře drogy. O rok později celá skupina odcestovala do Indie, kde chtěla meditovat. Paul McCartney jako první člen skupiny Beatles začal experimentovat s elektronickou hudbou, přičemž natočil soukromé undergroundové filmy. Pod jeho vedením byl také natočen film Magical Mystery Tour, plný psychedelických obrazců a výjevů. V dubnu 1970 Paul McCartney veřejně oznámil, že skupinu The Beatles opouští, přestože kapela de facto neexistovala již v roce 1969. Ostatní členové ho následovali a věnovali se vlastním projektům. Paul McCartney naučil manželku Lindu hrát na klávesy a angažoval ji ve své nové skupině Wings, založené v roce 1971. První společnou prací byla píseň Another Day. Skupina Wings byla v 70. letech úspěšná, přičemž získala několik cen Grammy. V roce 1972 se vydal se skupinou Wings na první turné po Spojeném království a o rok později i po Evropě. V roce 1973 vydali album Band On The Run. Mezi nejznámější písně vedle již zmíněných patří Ram, Venus and Mars či Tug of War.

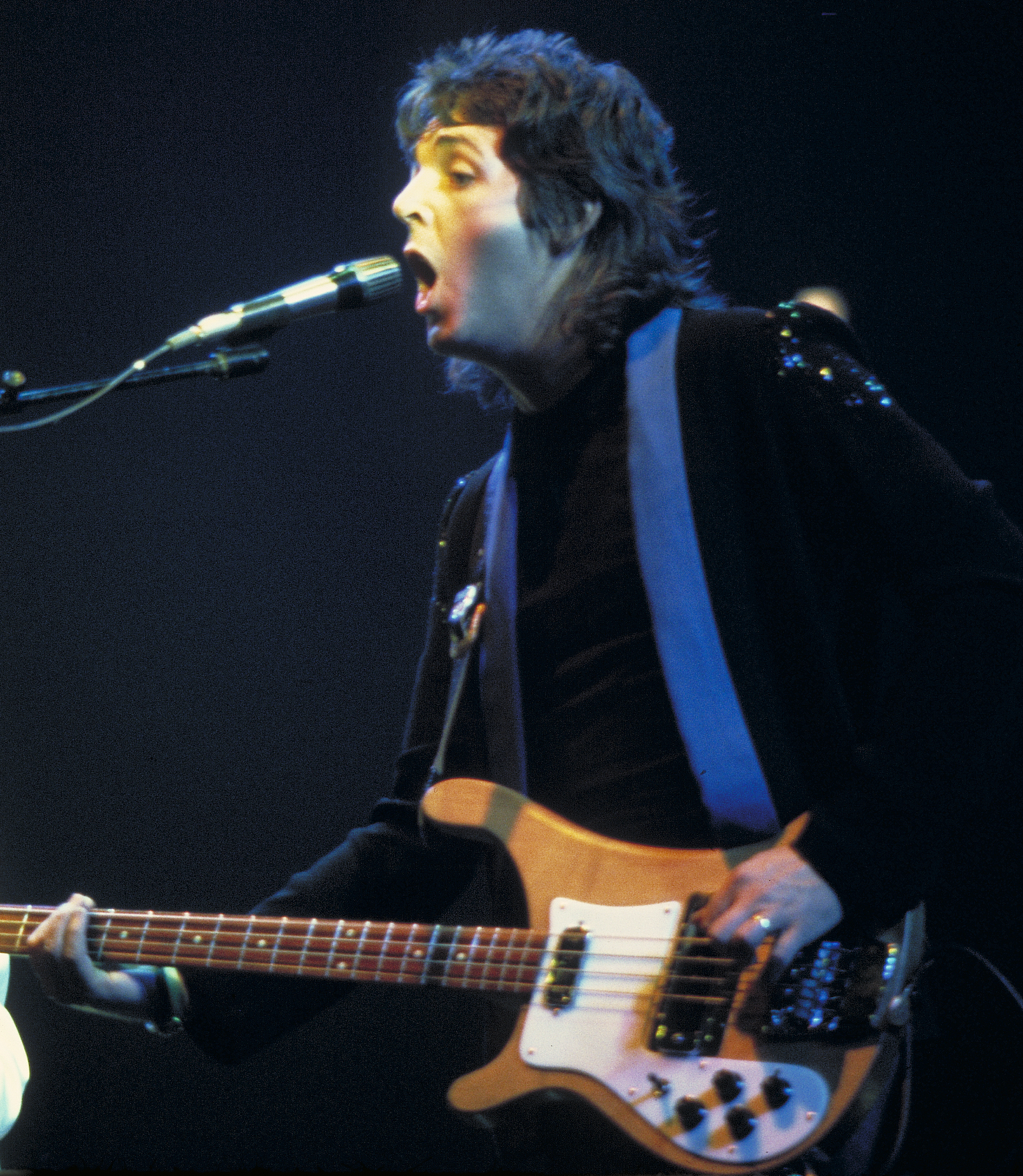
McCartney během koncertu Wings, 1976

V polovině 80. let pak spolupracoval se Steviem Wonderem a Michaelem Jacksonem. V roce 1994 předala Yoko Ono zbylým členům skupiny The Beatles Lennonovy demonahrávky, ke kterým pak nahráli hudební doprovod. Poslední skladby skupiny, Real Love a Free as a Bird, vydali na albech Anthology 1 (Apple Records, 21. listopadu 1995) a Anthology 2 (Apple Records, 18. března 1996). Píseň Now And Then byla vydána 2. listopadu 2023 jako singl Now And Then.
V roce 2009 bylo vydáno 1 DVD + 2 CD live koncert s názvem Good Evening New York City, které obsahuje písně z jeho tvorby ve skupině The Beatles i ve skupině Wings. Roku 2012 vydal album Kisses on the Bottom. V témže roce vystoupil na benefičním koncertu 121212, věnovaném obětem hurikánu Sandy, spolu s bývalými členy skupiny Nirvana. Společně zahráli píseň „Cut Me Some Slack“. Následující rok, 12. října 2013 vydal další album New se stejnojmennou titulní písní. Další jeho album vyšlo v roce 2018 s názvem Egypt Station. V roce 2020 vydal pokračování trilogie McCartney McCartney III, které nahrál během lockdownu způsobeného pandemii covidu-19.
Dvakrát Paul McCartney koncertoval v Praze. Poprvé v rámci evropského turné ’04 Summer Tour 6. června 2004. Podruhé 16. června 2016 během turné One on One vystoupil v O2 areně.

## Soukromý život
Jeho první partnerkou byla herečka Jane Asherová. V roce 1967 se seznámil s Lindou Eastmanovou, americkou fotografkou, se kterou se 12. března 1969 oženil. Svatba se konala o osm dní před svatbou Johna Lennona a Yoko Ono. Po svatbě adoptoval Lindinu dceru z prvního manželství Heather. Společně s Lindou McCartney pak měli tři děti, Mary Annu, Stellu Ninu a Jamese Louise. Později se společně s manželkou stali vegetariány a bojovníky za práva zvířat. V roce 1998 Linda McCartney zemřela na karcinom prsu. V roce 2002 se podruhé oženil s modelkou Heather Millsovou a v říjnu 2003 se jim narodila dcera Beatrice Milly McCartney. Roku 2008 se s Heather Millsovou rozvedl a 9. října 2011 se v Londýně potřetí oženil s Nancy Shevellovou.

## Ocenění
- Osmnáctkrát získal Cenu Grammy.
- dvakrát byl uveden do Rock and Roll Hall of Fame (1988 a 1999)
- vyznamenání Řád britského impéria (1965)
- cena Academy Award (1971)
- čestný doktorát University v Sussexu (1988)
- Čestný rytíř britského impéria (1997)
- cena BRIT Awards za mimořádný přínos hudbě (2008)
- čestný doktorát hudby na Yaleově univerzitě (2008)
- Gershwinova cena za jeho příspěvky k populární hudbě (2010)
- Kennedy Center Honors (2010)
- hvězda na Hollywoodském chodníku slávy (2012)
- Řád čestné legie za služby v oblasti hudby (2012)
- osobnost roku MusiCare (2012)
- Mezinárodní astronomická unie a Minor Planet Center jeden z asteroidů pojmenovala 4148 McCartney (2015)
- jmenování členem Řádu společníků cti (2017)

## Používané nástroje

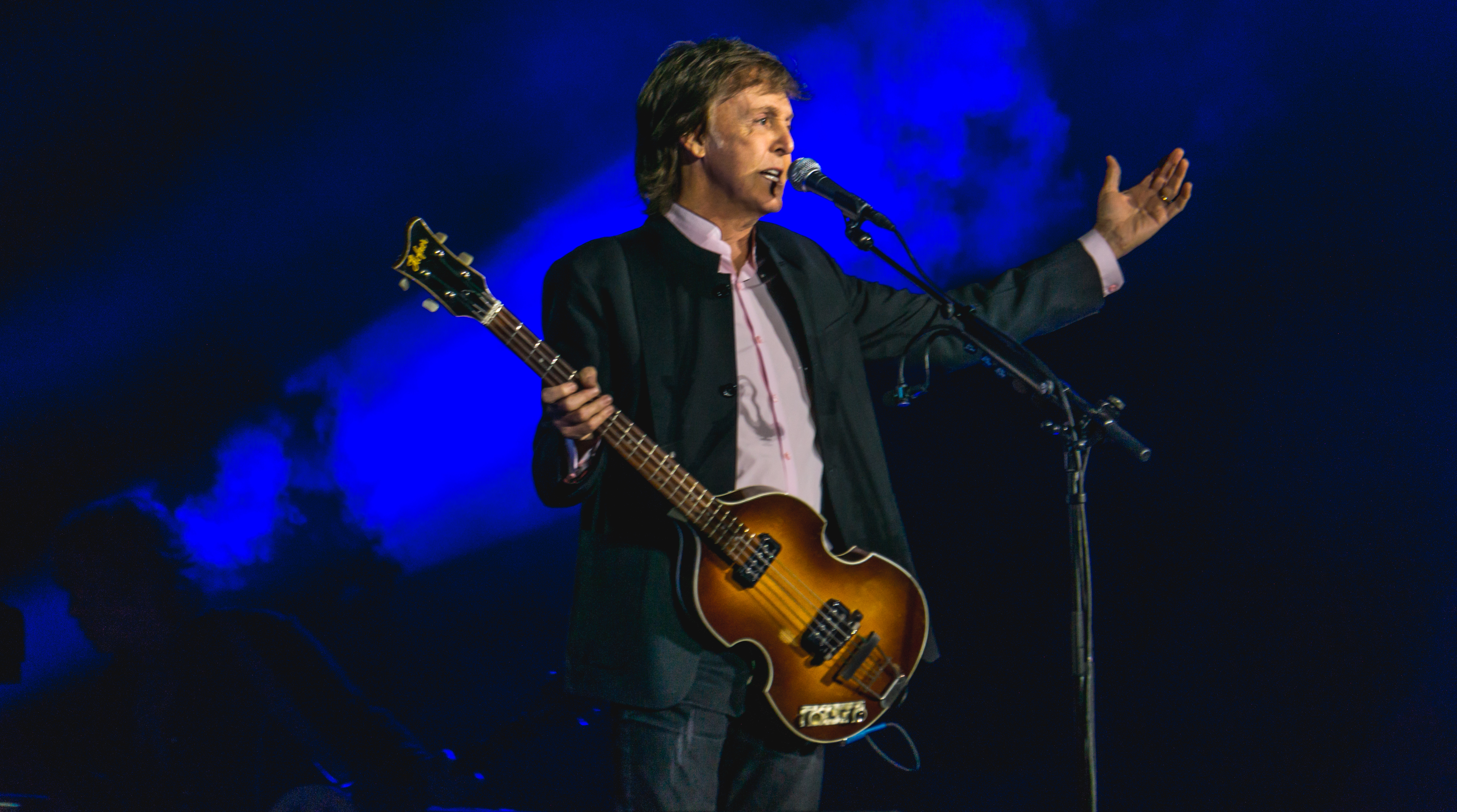
Paul McCartney s kytarou Hofner 500/1 Bass v roce 2016

- 1961: Hofner 500 Bass – Model měl hnědo-žlutou barvu. Paul McCartney nástroj koupil v Hamburku. Používal ho do roku 1963, kdy dostal druhý velmi podobný nástroj. Poté ho používal jako záložní a až v letech 1968–1969 hrál na oba modely současně.
- 1963: Hofner 500/1 Bass – Model měl hnědo-žlutou barvu. Dostal ho darem od firmy Hofner používal ho do 70. let. Oproti staršímu modelu měl světlejší barvu, jiné logo a snímače vedle sebe.
- 1964: Epiphone FT-79 Texan – Model měl přírodní barvu.
- 1965: Rickenbacker 4001 – Nástroj získal darem

## Největší hity

### 60. léta (ve skupině Beatles)
- All My Loving
- Can't Buy Me Love
- Yesterday
- Drive My Car
- Eleanor Rigby
- Penny Lane
- Hey Jude
- Let It Be

### 70. léta (ve skupině Wings)
- C Moon
- My Love
- Live and Let Die
- Jet
- Band On The Run
- Let 'Em In
- Mull Of Kintyre

### 70. a 80. léta
- Maybe I'm Amazed
- Ebony And Ivory (+ Stevie Wonder)
- Say Say Say (+ Michael Jackson)
- No More Lonely Nights

### 90. léta a 2000–2012
- Hope Of Deliverance
- Young Boy
- Fine Line

## Diskografie (mimo Beatles)

### Studiová alba
- 1970 – McCartney, UK #2; US #1
- 1971 – Ram, UK #1; US #2
- 1980 – McCartney II, UK #1; US #1
- 1982 – Tug of War, UK# 1; US #1
- 1983 – Pipes Of Peace, UK #4; US #15
- 1986 – Press To Play, UK #8; US #30
- 1988 – Snova v SSSR, UK #63; US #109
- 1989 – Flowers in the Dirt, UK #1; US #24
- 1993 – Off The Ground, UK #5; US #17
- 1993 – Off The Ground - The Complete Works
- 1997 – Flaming Pie, UK #2; US #2
- 1999 – Run Devil Run, UK #12; US #27
- 2001 – Driving Rain, UK #26; US #26
- 2005 – Chaos and Creation in the Backyard, UK #10; US #6
- 2007 – Memory Almost Full, UK #5; US #3
- 2012 – Kisses on the Bottom, UK #3; US #5
- 2013 – New, UK #3; US #3
- 2018 – Egypt Station, UK #3; US #1
- 2020 – McCartney III, UK #1; US #2

### Živé nahrávky
- 1990 – Tripping the Live Fantastic, UK #16; US #26
- 1990 – Tripping the Live Fantastic: Highlights!, US #141
- 1991 – Unplugged (The Official Bootleg), UK #7; US #14
- 1993 – Paul Is Live, UK #34; US #78
- 2002 – Back in the U.S., US #8
- 2003 – Back in the World, UK #5
- 2009 – Good Evening New York City, UK #28; US #16

### Kompilace
- 1987 – All the Best!, UK #2; US #62
- 1993 – The Paul McCartney Collection
- 2005 – Never Stop Doing What You Love
- 2016 – Pure McCartney

### Klasická hudba
- 1991 – Paul McCartney's Liverpool Oratorio, US #177
- 1997 – Paul McCartney's Standing Stone, US #194
- 1999 – Paul McCartney's Working Classical
- 2006 – Ecce Cor Meum
- 2011 – Ocean's Kingdom

### Ostatní projekty
- 1977 – Thrillington
- 1993 – Strawberries Oceans Ships Forest
- 1998 – Rushes
- 2000 – Liverpool Sound Collage
- 2005 – Twin Freaks
- 2008 – Electric Arguments

### Hudba k filmům
- 1967 – The Family Way
- 1984 – Give My Regards to Broad Street, UK #1; US #21
- 1985 – Rupert and the Frog Song

## Diskografie Wings

### Studiová alba
- 1971 – Wings Wild Life, UK #11; US #10
- 1973 – Red Rose Speedway, UK #5; US #1
- 1973 – Band on the Run, UK #1; US #1
- 1975 – Venus and Mars, UK #1; US #1
- 1976 – Wings at the Speed of Sound, UK #2; US #1
- 1978 – London Town, UK #4; US #2
- 1979 – Back to the Egg, UK #6; US #8
- 1999 – Band on the Run: 25th Anniversary Edition, UK #69

### Živé nahrávky
- 1976 – Wings over America, UK #8; US #1

### Kompilace
- 1978 – Wings Greatest (1 December), UK #5; US #29
- 2001 – Wingspan: Hits and History, UK #5; US #2

## Knihy v češtině
- MILES, Barry. Po mnoha letech. Praha: Volvox Globator, 2001. 456 s. ISBN 80-7207-399-0.
- MCCARTNEY, Paul. Černý pták. Praha: Volvox Globator, 2004. 356 s. ISBN 80-7207-544-6.
- MCCARTNEY, Paul. Vysoko v oblacích. Praha: Fragment, 2005. 96 s. ISBN 80-253-0182-6.
- MCCARTNEY, Paul; MCCARTNEY, Stella; MCCARTNEY, Mary. Den bez masa. Praha: Slovart, 2012. 240 s. ISBN 978-80-7391-604-6.
- MCCARTNEY, Paul. Čuprděda. Praha: Mladá fronta, 2020. 32 s. ISBN 978-80-204-5553-6.